# 瓊斯波特 (緬因州)
瓊斯波特（英語：Jonesport）是一個位於美國緬因州華盛頓縣的鎮。

## 人口
根據2020年美國人口普查的數據，瓊斯波特的面積為259.91平方千米，當中陸地面積為73.04平方千米，而水域面積為186.86平方千米。當地共有人口1245人，而人口密度為每平方千米5人。